# Telkom Joburg Tower
Der Telkom Joburg Tower in Johannesburg ist ein im Stadtviertel Hillbrow gelegener 270 m hoher Fernsehturm. Er wurde zwischen Juni 1968 und April 1971 errichtet.
Der Turm wird zur Übertragung von Funk- und Fernsehprogrammen sowie für Telekommunikation des südafrikanischen Unternehmens Telkom genutzt. Im Januar 1981 wurde der Turm aus Sicherheitsgründen für den Publikumsverkehr geschlossen. Der Turmkorb besteht aus sechs Stockwerken, wovon sich bis zur Schließung im obersten auf 197 m Höhe ein Drehrestaurant befand.
Ursprünglich hieß der Turm JG Strijdom Tower, nach Johannes Gerhardus Strijdom, der 1954–1958 südafrikanischer Premierminister war, später Hillbrow Tower. Die letzte Namensänderung fand am 31. Mai 2005 im Rahmen einer feierlichen Zeremonie statt. Seither wird der Turm abends blau angestrahlt. Die Stadt Johannesburg versucht, die Innenstadt und die angrenzenden Bezirke vorsichtig wieder aufzuwerten.
In Johannesburg gibt es noch einen zweiten Fernsehturm, den Sentech Tower.